# 막심 트리볼리스
막심 트리볼리스(Maksim Trivolis, 그리스어: Μάξιμος ὁ Γραικός, 러시아어: Максим Грек, 1475년 1월 15일 ~ 1556년 1월 21일)는 그리스에서 출생한 러시아 차르국의 동방 정교회 수사, 성직자, 문필가, 인문주의자, 번역문학가, 정치인이다. 16세기 초에 최고의 교육을 받은 사람들 가운데 하나이다.

## 생애
1492년 막심은 학업을 마치기 위해 이탈리아 피렌체로 갔다. 여기서 그는 당시의 휴머니스트들과 교제를 했는데, 특히 이탈리아의 저명한 출판인 알도 마누치(Aldo Manucci)와 가까워졌다. 사보나롤라(Savonarola, 1452~1498)의 설교는 그에게 가장 강한 인상을 주었다.
16세기 초에 그는 이탈리아를 떠나 그리스의 아토스 산에 위치한 바토페드(Vatopedi, Ватопед) 수도원에 정착했다. 이 시기에 막심은 신학 공부에 전력을 다했다.
젊은 시절(1496년)에 그리스를 떠나 1515년 러시아 모스크바 대공국에 정착하였으며 이후 그리스 시민권을 포기하고 러시아 시민권을 취득하여 러시아에 귀화하였으며 1538년에서부터 1547년까지는 당시 러시아 모스크바 대공국 대공이었던 이반 4세 황제의 섭정을 맡은 바 있다.
그 뒤 죽을 때까지 러시아에서 살았다. 막심의 주변에는 학식 있는 러시아 사람들이 많이 모여들었다. 막심은 사원의 토지 소유에 반대하는 무소유파와 가깝게 지냈다. 소유파(공식교회)와 무소유파가 대립할 때, 막심은 이단으로 몰려 비난받았다. 1525년 종교회의에서 그를 볼로콜람스크(Волоколамск) 수도원에 유폐하기로 결정되었다. 1531년 종교회의에서는 새로운 이들이 막심을 비난했다. 그리하여 그는 트로이체-세르기예바(Троице-Сергиева) 대수도원으로 옮겨져 여생을 보내다 땅에 묻혔다. 막심의 저작은 다양한 분야에서 위대한 문학 업적으로 간주된다. 막심의 작품 가운데에는 설교문, 번역서, 서한, 철학과 신학 논문, 문법과 수사학에 대한 논문 등이 있는데, 운명에 대한 서한은 점성술이 널리 유행했던 16세기 당시 사회 분위기를 잘 반영하고 있다.